# Bahnhof Kirchhain (Bz Kassel)
Der Bahnhof Kirchhain (Bz Kassel) ist ein Anschlussbahnhof am Streckenkilometer 89,2 der Main-Weser-Bahn und liegt im Tarifgebiet des Rhein-Main-Verkehrsverbundes (RMV). Er befindet sich zentral in der Innenstadt der hessischen Stadt Kirchhain. Früher war der Bahnhof Ausgangspunkt der Ohmtalbahn nach Burg- und Nieder-Gemünden sowie der Wohratalbahn nach Gemünden (Wohra).

## Geschichte
Eröffnet wurde der Bahnhof zeitgleich mit der Main-Weser-Bahn am 4. März 1850. Die durchgehende Verbindung von Kassel nach Frankfurt konnte am 15. Mai 1852 eröffnet werden. Vorher fuhren die Züge nur zwischen Kassel und Gießen.
Am 1. April 1900 wurde der nördliche Streckenabschnitt der Ohmtalbahn (Kirchhain–Nieder-Ofleiden) als Kirchhainer Kreisbahn durch die Preußischen Staatseisenbahnen eröffnet. Exakt ein Jahr später erfolgte die Verlängerung zum Bahnhof Burg- und Nieder-Gemünden an der Bahnstrecke Gießen–Fulda. Zum 31. Mai 1980 wurde der Personenverkehr auf der Ohmtalbahn eingestellt. Zwischen Nieder-Ofleiden und Burg- und Nieder-Gemünden wurde die Strecke am 28. September 1991 stillgelegt und 1999 schließlich abgebaut. Zwischen Kirchhain und Nieder-Ofleiden besteht weiterhin Güterverkehr sowie einzelne Sonderfahrten im Personenverkehr.
Am 1. Mai 1914 wurde die Wohratalbahn nach Gemünden (Wohra) über Rauschenberg eröffnet. Die Strecke querte westlich des Bahnhofes die Main-Weser-Bahn auf einer Überführung. Zum 28. Mai 1972 wurde der Personenverkehr, welcher bis dahin stark gesunken war, ganz eingestellt. Güterverkehr fand noch bis zum 19. Dezember 1981 statt. Am 31. Dezember 1981 wurde die gesamte Wohratalbahn bis auf ein ca. 200 m langes Stück in Kirchhain, welches heute als Abstellgleis dient, abgebaut.
Ab dem Jahr 2013 wurde das Empfangsgebäude sowie das Bahnhofsumfeld aufwendig renoviert. Östlich des Gebäudes ist auf dem Gelände des ehemaligen Güterbahnhofs ein großer Parkplatz und ein neuer Busbahnhof entstanden. Westlich des Bahnhofs befindet sich wieder ein Park+Ride-Parkplatz und Haltestellen für Taxis. In dem Hauptgebäude gibt es seit 2015 eine Facharztpraxis, Einkaufsmöglichkeiten, sowie ein Restaurant.

## Bahnanlagen

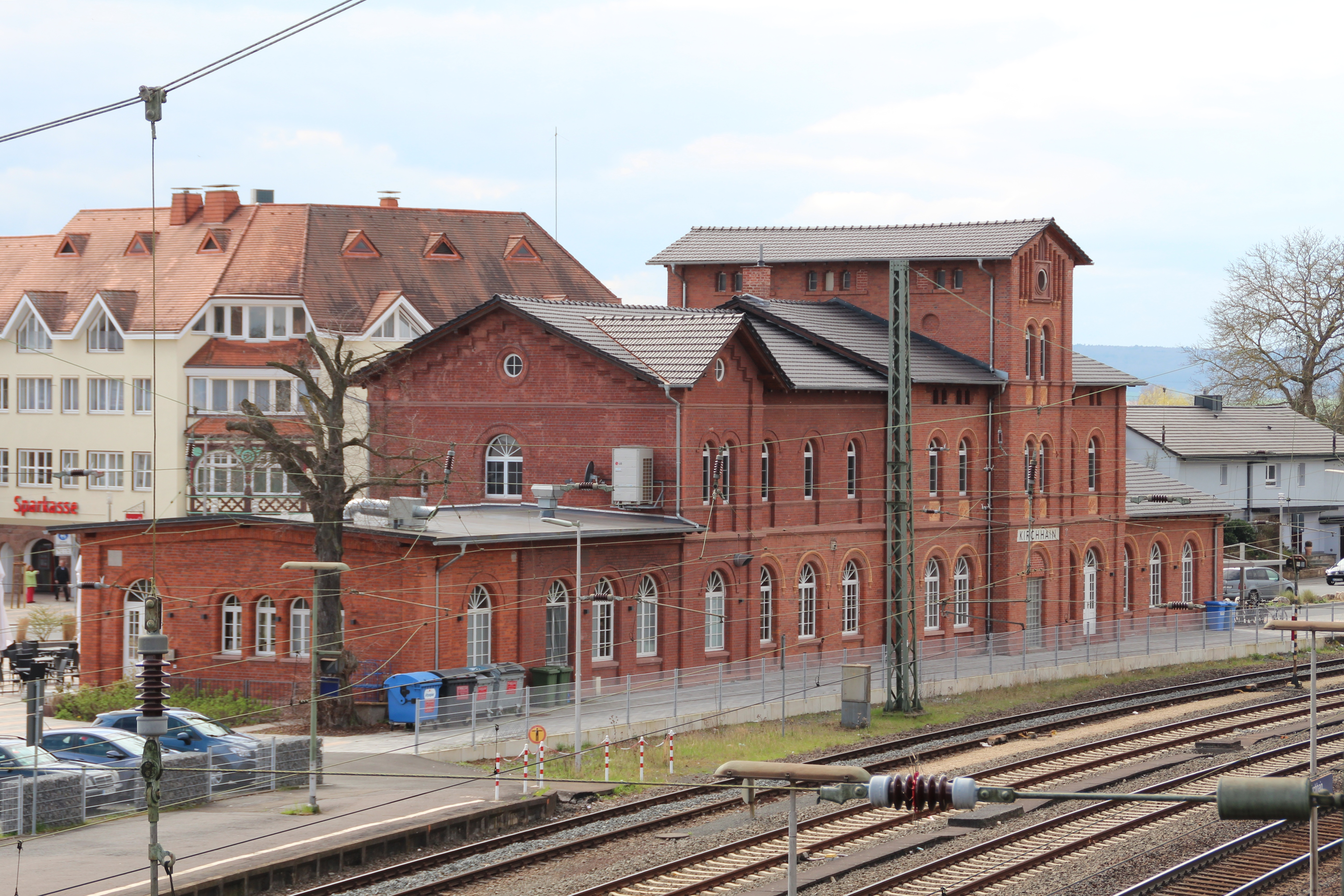
Empfangsgebäude von der Gleisseite aus (2016)

### Empfangsgebäude
Das Empfangsgebäude des Kirchhainer Bahnhofs wurde im Jahr 1849 als Stations- und Verwaltungsgebäude der Kurhessischen Staatsbahn erbaut. Der symmetrische Haupttrakt mit giebelständiger dreigeschossiger Mitte und traufständiger doppelgeschossiger Rahmung aus Backstein im Rundbogenstil weist Verzierungen aus Terrakotta auf. Der symmetrische Haupttrakt wurde ostwärts ebenfalls doppelgeschossig verlängert. Die eingeschossigen Anbauten wurden um 1900 ergänzt. Das spätklassizistische Gebäude wurde vom Kasseler Hofbaumeister Julius Eugen Ruhl errichtet und steht unter Denkmalschutz.

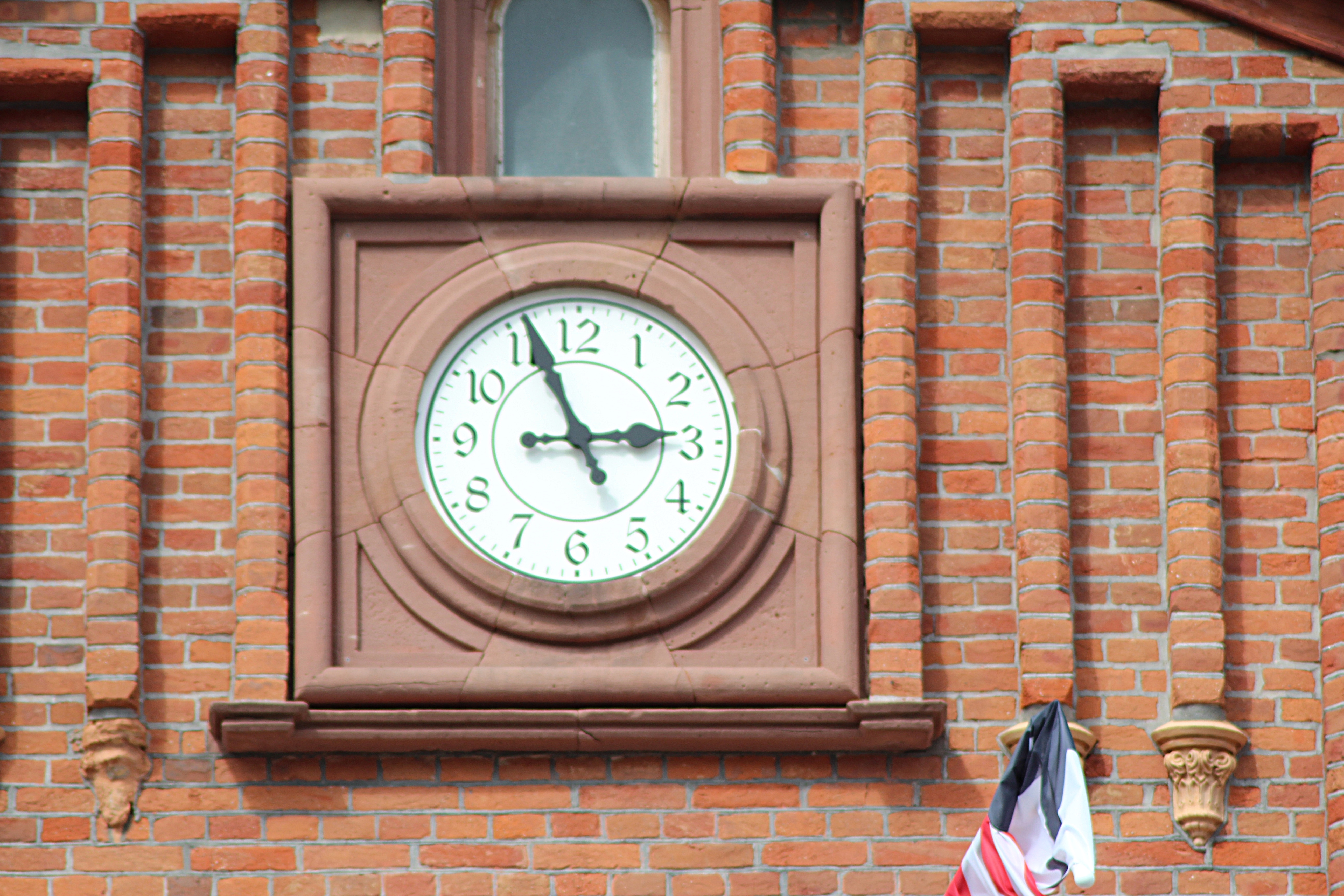
Neue Uhr nach historischem Vorbild (2016)

Zwischen den Jahren 2013 und 2015 wurde  das Empfangsgebäude aufwendig renoviert und der Eingangsbereich mit Kiosk (rechts) und Bäckereiverkaufsstelle (links, 2016 eröffnet) neu gestaltet. Neben der gesamten Fassade wurden im Obergeschoss auch Praxis- und Büroräume hergerichtet. Die Arbeiten fanden ihren Abschluss mit der Einsetzung einer neuen Uhr nach historischem Vorbild am 12. Dezember 2015.

### Gleise und Bahnsteige
Der Kirchhainer Bahnhof besitzt heute einen Mittelbahnsteig mit den Bahnsteiggleisen 1 und 2 (Hauptgleise der Main-Weser-Bahn) gegenüber dem Empfangsgebäude, zwei bahnsteiglose Durchgangsgleise 3 und 4 sowie ein weiteres Bahnsteiggleis 5 am ehemaligen Mittelbahnsteig 2, der durch den Ausbau des ehemaligen Bahnsteiggleises 7 vom Empfangsgebäude und Busbahnhof ebenerdig als Hausbahnsteig erreichbar ist. Dieser Bahnsteig wird in der Regel nur noch vom morgendlichen Pendel von und nach Gießen und gelegentlichen Sonderzügen auf der Ohmtalbahn genutzt. In Kirchhain beginnt die Zählung der Gleise entgegen den üblichen Gepflogenheiten bei der Deutschen Bahn auf der dem Empfangsgebäude abgewandten Seite der Gleise, weil dort die Hauptgleise der Main-Weser-Bahn verlaufen.

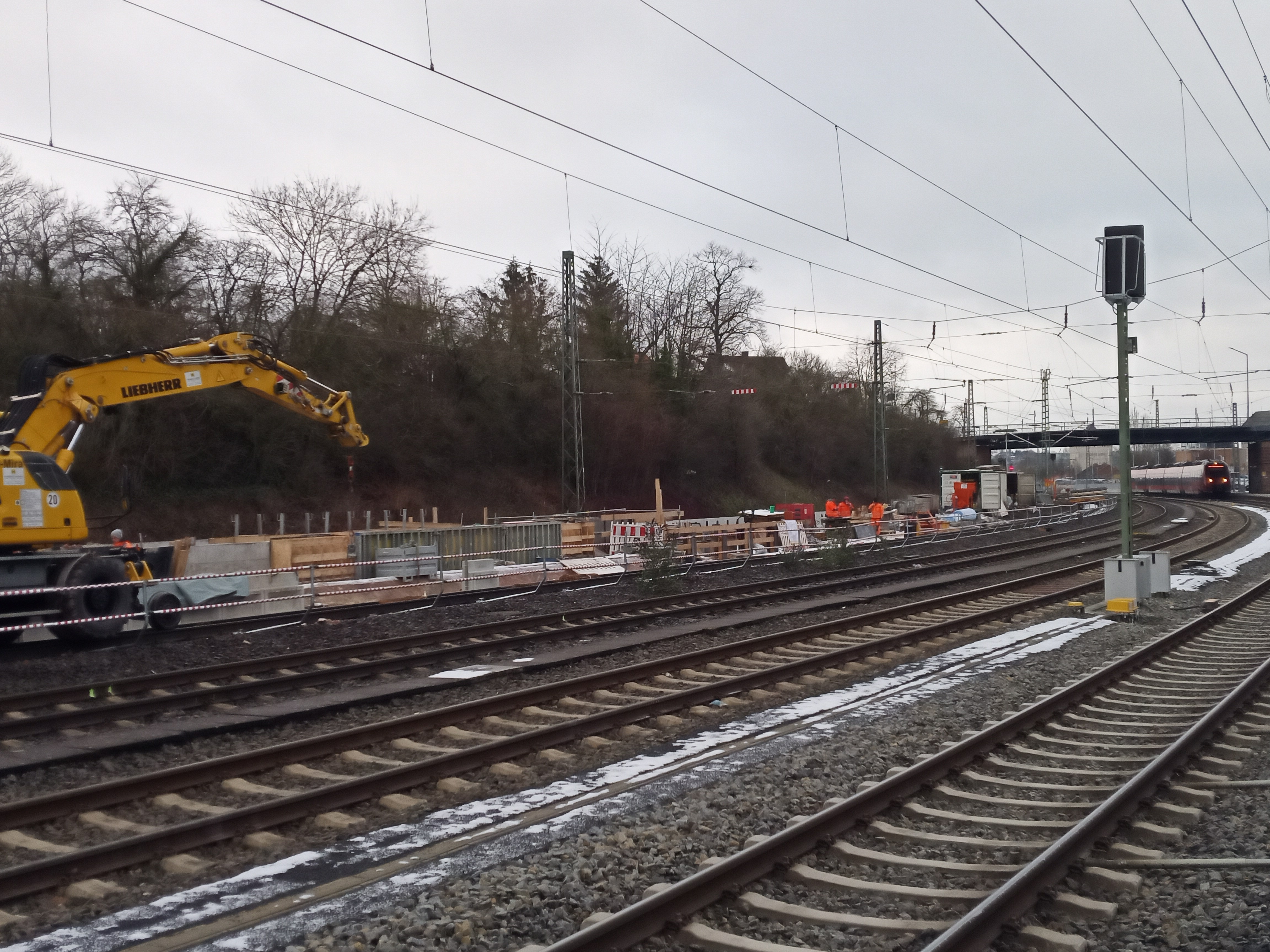
Bauarbeiten am Mittelbahnsteig, im Hintergrund ein Zug des Mittelhessen-Express an Gleis 5 (2023)

Seit August 2022 werden die Bahnsteige umfangreich umgebaut: Zunächst wird der Hausbahnsteig erweitert, damit dort längere Züge halten können. Anschließend wird der Bahnsteig an der Hauptbahn barrierefrei umgestaltet. Dazu werden Aufzüge eingebaut. Außerdem werden Bahnsteigdach und Unterführung erneuert. Während der Baumaßnahmen halten alle Züge in beiden Richtungen an Gleis 5.

### Stellwerk

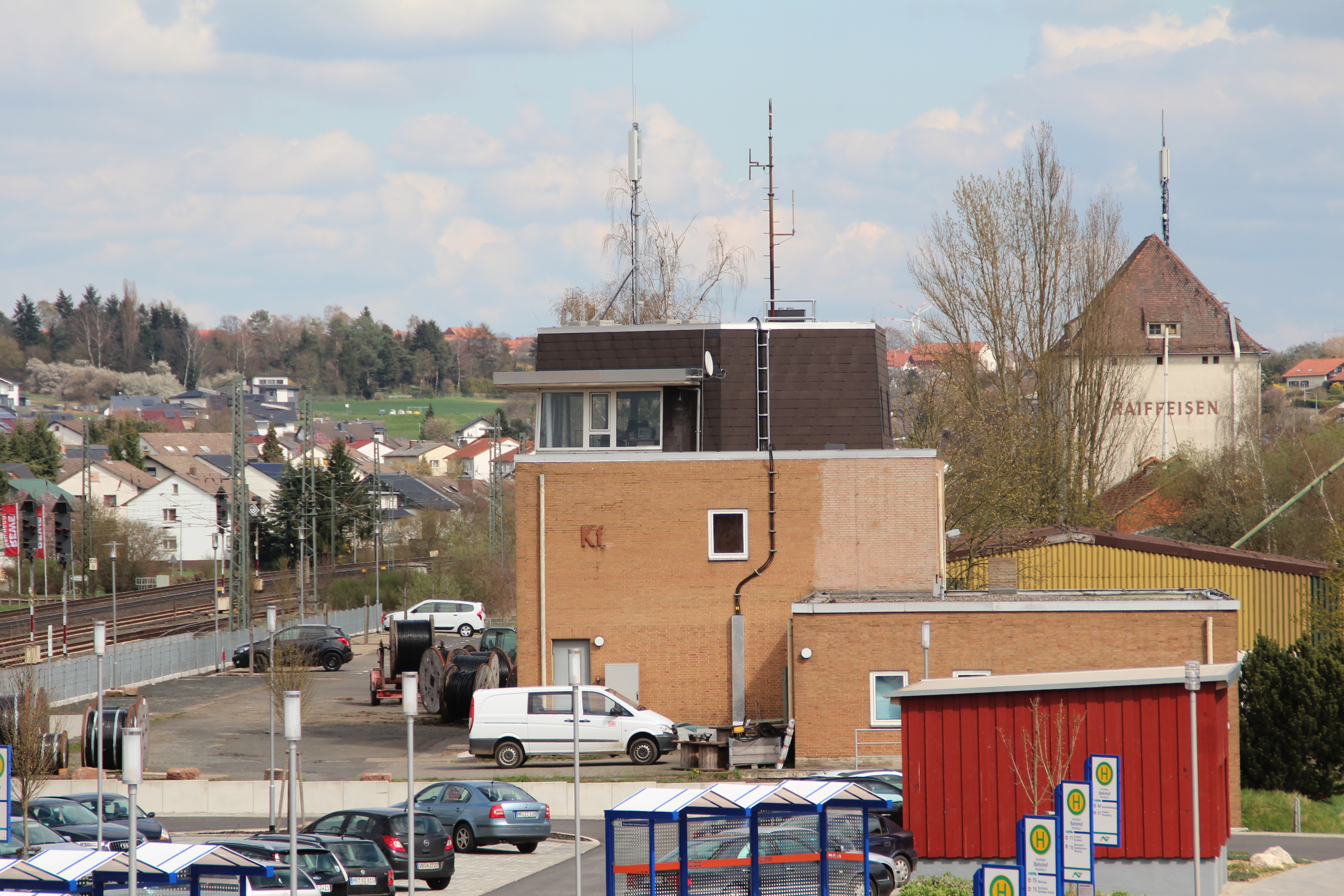
Stellwerk Kf (2016)

Der Bahnhof Kirchhain verfügte über zwei Stellwerke: Das Fahrdienstleiterstellwerk „Kf“ stand in Höhe des Streckenkilometers 89,4 der Main-Weser-Bahn auf Seite des Empfangsgebäudes, das Stellwerk „Kn“ im Streckenkilometer 88,6 derselben Strecke zwischen den Gleisen 4 und 7 inmitten der Bahnanlagen. Beide Stellwerke waren mechanischer Bauart, Kf hatte 25 Hebel und eine Signalkurbel, Kn verfügte über 34 Hebel und zwei Signalkurbeln.
Im Jahr 1978 wurden diese Stellwerke durch das auf Höhe der Viehladerampe neu errichtete Drucktastenstellwerk „Kf“ der Bauart Sp Dr S60 ersetzt.

## Betrieb

### Personenverkehr
In Kirchhain halten keine Fernverkehrszüge.
Im Regionalverkehr wird Kirchhain stündlich durch den Mittelhessen-Express (RB 41) bedient. Dieser verkehrt zwischen Treysa und Frankfurt (M) Hbf und wird in Gießen mit dem Zugteil aus Dillenburg geflügelt. Des Weiteren bestehen jeweils zweistündliche Direktverbindungen nach Frankfurt am Main und Kassel mit dem Regional-Express RE 30 der Deutschen Bahn sowie dem Main-Sieg-Express RE 98 der Hessischen Landesbahn. Diese beiden Linien überlagern sich zu einem ungefähren Stundentakt.
| Linie | Verlauf | Takt                                                                   | Betreiber      |
| ----- | --- | ---------------------------------------------------------------------- | -------------- |
| RE 30 | Main-Weser-Bahn: Frankfurt (Main) Hbf – (Frankfurt (Main) West –)* Friedberg (Hess) – (Bad Nauheim – Ostheim (b Butzbach) – Butzbach – Kirch Göns – Lang Göns – Großen Linden –)* Gießen – (Lollar – Friedelhausen – Fronhausen (Lahn) – Niederwalgern – Marburg Süd –)* Marburg (Lahn) – Kirchhain (Bz Kassel) – Stadtallendorf – Neustadt (Kr Marburg) – Treysa – Borken (Hess) – Wabern (Bz Kassel) – Kassel-Wilhelmshöhe – Kassel Hbf * nur einzelne Züge Stand: Fahrplanwechsel Dezember 2021 | 120 min                                                                | DB Regio Mitte |
| RE 98 | Main-Sieg-Express: Kassel Hbf – Kassel-Wilhelmshöhe – Baunatal-Guntershausen – Edermünde-Grifte – Felsberg-Wolfershausen – Felsberg-Altenbrunslar – Felsberg-Gensungen – Wabern (Bz Kassel) – Singlis – Borken (Hess) – Zimmersrode – Schlierbach (Kr Schwalm-Eder) – Treysa – Schwalmstadt-Wiera – Neustadt (Kr Marburg) – Stadtallendorf – Kirchhain (Bz Kassel) – Marburg (Lahn) – Gießen – Friedberg (Hess) – Frankfurt (Main) West (einzelne Züge im Berufsverkehr) – Frankfurt (Main) Hbf Gießen – Frankfurt vereinigt mit RE 99 von Siegen Stand: Fahrplanwechsel Dezember 2021                                   | 120 min                                                                | HLB Hessenbahn |
| RB 41 | Mittelhessen-Express: Frankfurt (Main) Hbf – Frankfurt (Main) West (– Bad Vilbel) (zweistdl.) – Friedberg (Hess) – Bad Nauheim (– Ostheim (b Butzbach)) (zweistdl.) – Butzbach (– Kirch Göns – Lang Göns – Großen Linden) (zweistdl.) – Gießen – Gießen Oswaldsgarten – Lollar – Friedelhausen – Fronhausen (Lahn) – Niederwalgern – Niederweimar – Marburg Süd – Marburg (Lahn) – Cölbe – Bürgeln – Anzefahr – Kirchhain (Bz Kassel) – Stadtallendorf (– Neustadt (Kr Marburg) – Schwalmstadt-Wiera – Treysa) (wochentags) Flügelung in Gießen. Zugteil nach Dillenburg als RB 40. Stand: Fahrplanwechsel Dezember 2021 | 60 min (wochentags) 120 min (Wochenende) 120 min (Stadtallend.–Treysa) | HLB Hessenbahn |

### Busverkehr

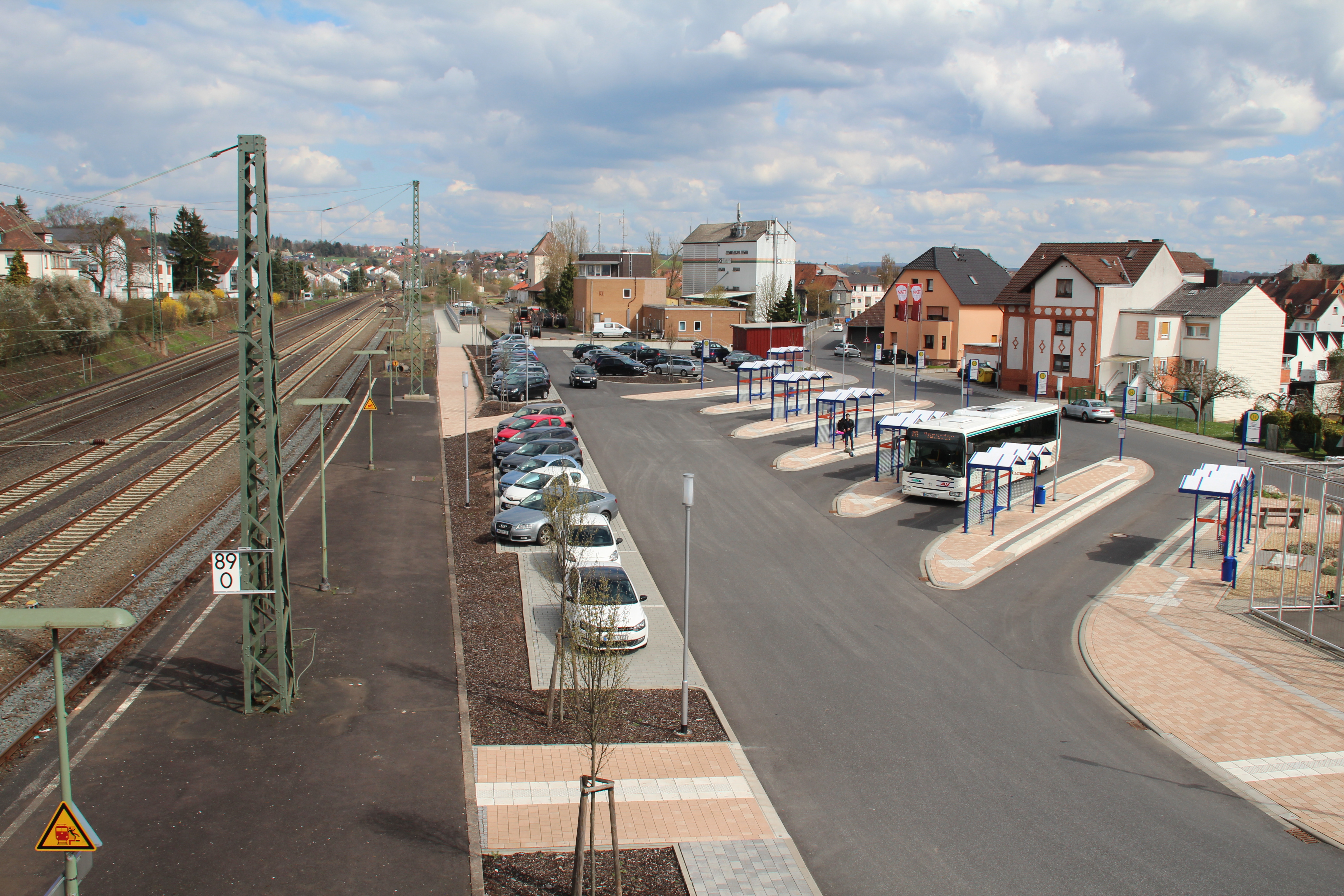
Busbahnhof, im Hintergrund Stellwerk (2016)

Mit dem östlich des Bahnhofs gelegenen Busbahnhof besteht Verkehrsanbindung in die Stadtteile von Kirchhain, die umliegenden Dörfer, inklusive jener entlang der nicht mehr bedienten Ohmtalbahn und zur Gesamtschule Kirchhain (AWS).

### Güterverkehr

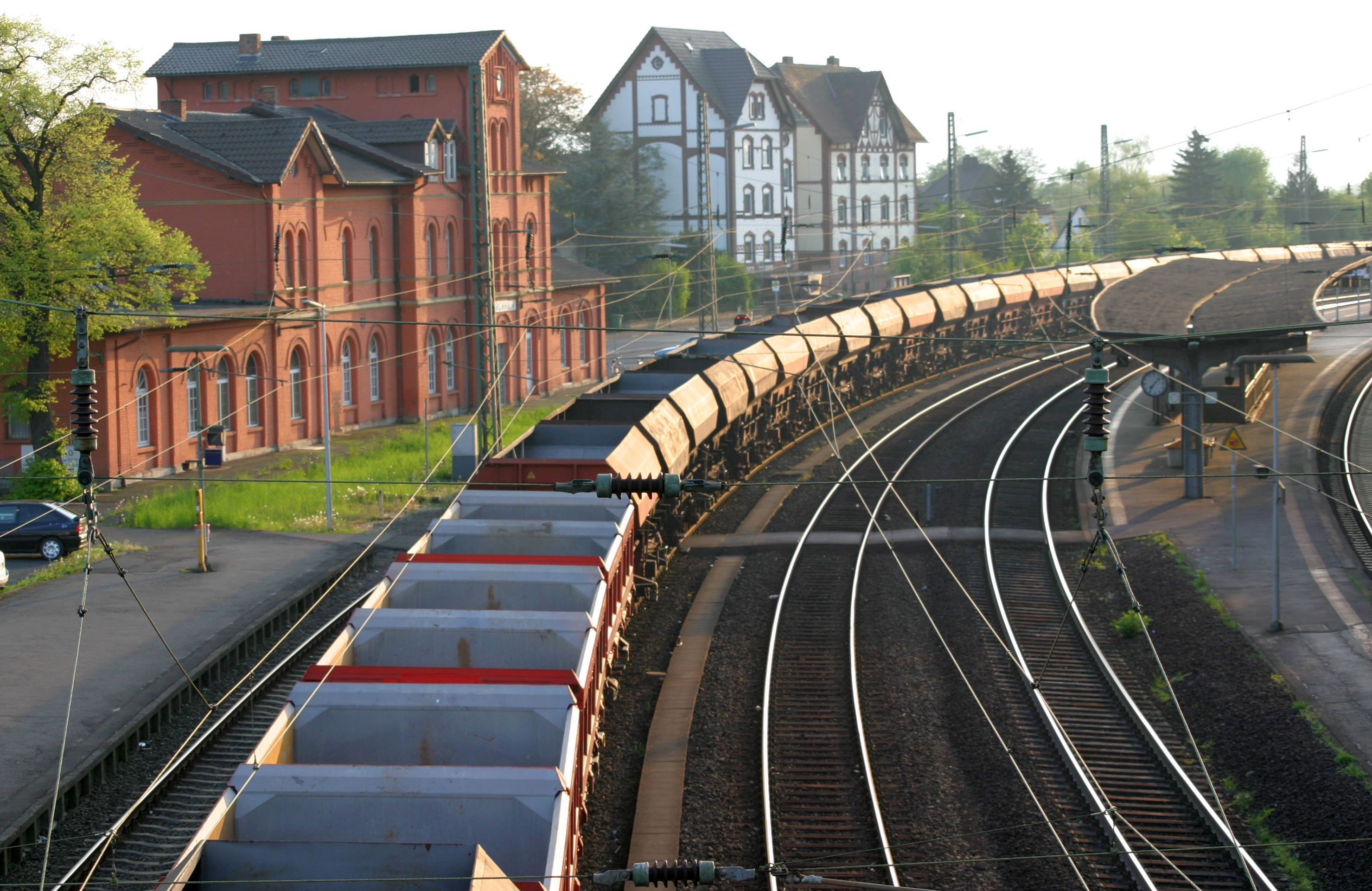
Leerer Schotterzug auf Gleis 4 (2004)

Kirchhain ist ein wichtiger Bahnhof für den Transport von Schotter. Häufig warten hier Schotterzüge und werden rangiert, um zur Verladestation der Mitteldeutsche Hartstein-Industrie in Nieder-Ofleiden zu fahren bzw. um abtransportiert zu werden. Außerdem befindet sich in Kirchhain ein Holzverladeplatz der Deutschen Bahn AG.